# Parc de Tung Chau Street
Le parc de Tung Chau Street  (通州街公園) est un jardin public de Hong Kong situé à New Kowloon dans le quartier de Sham Shui Po près de Nam Cheong Estate (en). Sa création est un projet commun du conseil urbain et du département du logement (en).
Il est inauguré le 29 octobre 1989 sur 5,5 hectares et se trouve juste en face du parc de Nam Cheong, un autre jardin public de taille similaire.

## Histoire
Le conseil urbain tient une cérémonie d'ouverture officielle au parc le 21 avril 1990, en présence des conseillers urbains Tong Kam-biu et Ronnie Wong (en).

## Équipements
- Terrains de basket (2)
- Place centrale
- Aire de jeux pour enfants
- Terrain de football (à 5)
- Salle de jeux intérieure
  - Salle d'activités
  - Terrains de squash (5)
- Mini terrain de foot
- Bassin ornemental
- Terrains de tennis (5)
- Toilettes et douches